# Pieve dei Santi Cosma e Damiano (Barbassolo)
La pieve dei Santi Cosima e Damiano, di recente divenuta santuario, è una chiesa romanica nel territorio di Barbassolo, frazione del comune di Roncoferraro, nella provincia di Mantova.

## Storia
Dedicato in età moderna ai santi Cosma e Damiano, l'edificio viene citato indirettamente per la prima volta in un documento del XIII secolo. Tuttavia, la prima testimonianza documentata è riportata nella relazione della visita pastorale del 26 agosto 1546. Per ragioni stilistiche e architettoniche, la costruzione dell'edificio viene fatta risalire al XII secolo.
Faceva parte di quelle proprietà che Matilde di Canossa aveva donato al monastero di San Benedetto in Polirone agli inizi del XII secolo.
Nonostante venga spesso indicata come pieve, non esiste nessun documento che attesti questa funzione.
Nel territorio esisteva una pieve di Barbasso (altra frazione del comune di Roncoferraro) dedicata a San Pietro e attestata in documenti d'archivio a partire dall'XI secolo, che aveva un certo numero di canonici e riscuoteva delle decime: è stato ipotizzato che la chiesa di Barbassolo dipendesse da essa.

### Riusi di materiale romano
L'edificio viene comunemente incluso in un insieme di chiese (pieve di Coriano, chiesa di San Lorenzo di Pegognaga e chiesa di San Benedetto Abate di Gonzaga), tutte situate all'interno di uno strategico territorio cuscinetto a sud del Po (molto ambito dalla diocesi di Mantova)che si ritiene possa formare una sorta di gruppo omogeneo come esito di un comune retroterra insediativo romano. Gli edifici sono caratterizzati dalla muratura in laterizio che utilizza formati di lunghezza variabile perché spesso frammentari e di due tipi fondamentali per altezza e spessore (3 cm e oltre 6 cm), risultato presumibilmente di riutilizzo di materiale romano (embrici e laterizi). Nei contesti rurali, come quello di Barbassolo, il reimpiego era anche strettamente legato all'esigenza di materiale già pronto e squadrato, spesso disponibile in grande quantità, per affrettare e rendere più economica la costruzione.

### Restauri
Nella seconda metà del Settecento la chiesa subì una ristrutturazione che dovette interessare l'ingresso, l'apertura in facciata di un finestrone rettangolare e la costruzione di due cappelle a pianta quadrangolare, sporgenti all'esterno. I restauri documentati della seconda metà dell'Ottocento furono di portata minimale e riguardarono soltanto interventi d'urgenza al tetto.
Il comune non poté soddisfare le reiterate richieste di ampliare la chiesa o di costruirne una nuova e nella notte fra il 6 ed il 7 maggio 1867, "ad opera di malevoli ignoti" e "con barbarica violenza d'espediente", si arrecarono danni a colpi d'ariete ad un angolo (non meglio precisato) in facciata, in prossimità del tetto, per indurre l'ente preposto a risolversi alla demolizione.
A partire dal 1958 si svolsero i restauri, curati dal parroco Pietro Pelati, che intesero riportare la chiesa all'aspetto originario come ipotizzato, eliminando le aggiunte settecentesche: furono scoperti i muri romanici, fu eliminato lo zoccolo a scarpa di probabile età rinascimentale, furono demolite le cappelle laterali settecentesche e il finestrone della facciata fu trasformato in bifora. Inoltre nelle parti murarie reintegrate furono inseriti reperti archeologici romani tratti da numerosi siti della zona, con lo scopo di riproporre le modalità di decorazione già utilizzate dagli artefici originari.

## Descrizione

### Esterno
La chiesa, sebbene pesantemente rimaneggiata nel corso dei secoli, conserva diversi elementi romanici, che inducono a collocarla alla fine dell'XI secolo o agli inizi del XII. Presenta un'unica navata, con numerosi elementi di riuso nella muratura, con tracce dell'intonaco che doveva ricoprire i muri.
Sul lato meridionale è affiancata da una torre campanaria a pianta quadrangolare.
Sui fianchi è visibile il coronamento ad archetti pensili e delle monofore strombate (tre per ciascun lato, le prime due autentiche) che si riscontrano nelle altre costruzioni del mantovano di epoca matildica (pieve di Coriano, chiesa di San Fiorentino martire a Nuvolato, nel comune di Quistello, chiesa di San Lorenzo di Pegognaga e chiesa di San Benedetto Abate di Gonzaga). Più tardi, invece, sono i fregi superiori ai denti di sega sporgenti e a mattoni verticali.

#### Facciata

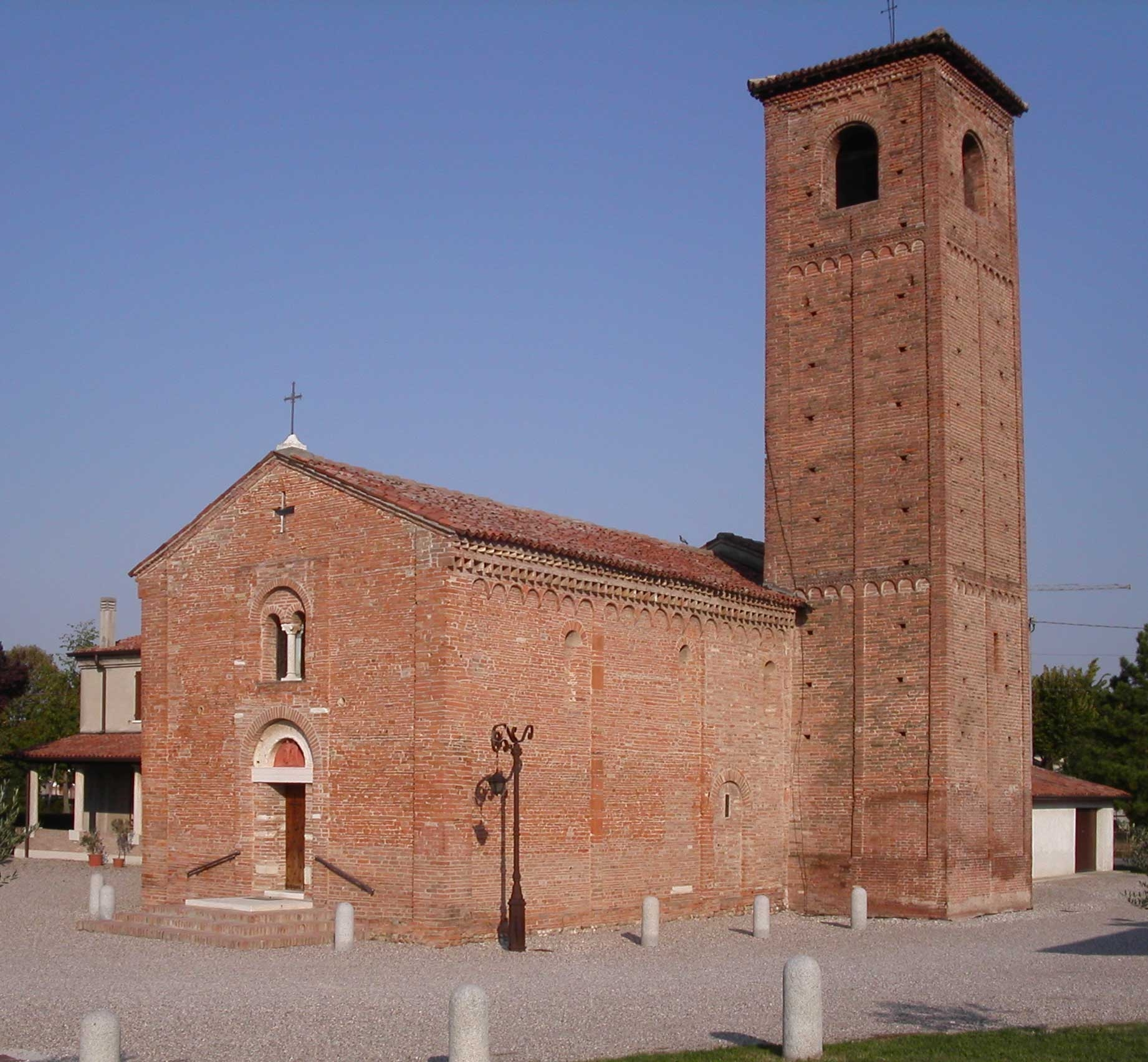
La facciata

Presenta una facciata a capanna, per la quale è stata ipotizzata la presenza in origine un protiro a due piani, di cui ora non rimane traccia. La bifora in facciata è invece stata aggiunta in occasione del restauro moderno. Su ogni lato si aprono tre finestre monofore (le prime due originali, la terza ricostruita per congettura dopo l'abbattimento delle cappelle quadrangolari)

#### Campanile
Il campanile, a base quadrata con lesene longitudinali e un coronamento di archetti pensili, è addossato alla chiesa sul lato destro.
Per la sua costruzione si è fatto ricorso a materiale laterizio meno frammentario e ad una maggiore accuratezza rispetto a quella adottata per la chiesa. È stato ipotizzato che sia databile in una fase un po' più tarda, sempre di età romanica, quando c'era disponibilità di materiale di qualità migliore. Anche il campanile presenta la tecnica della muratura a sacco con riempimento di frammenti di laterizi romani e calce ed è probabilmente giunto incompiuto. La cornice superiore infatti è posteriore, databile al XIII-XIV secolo.
Sulla superficie sono presenti tracce di intonaco e frammenti di un affresco, forse un ex voto. Tre peduncoli di archetto nel primo coronamento dei lati sud ed est presentano piccole testine umane fittili. Infine, inserita nel lato est, in prossimità della cella campanaria, si trova una testa a bassorilievo marmorea di controversa interpretazione. Anche nel campanile del duomo di Mantova e nella facciata della pieve di Coriano si trovano inserite, rispettivamente, una testa femminile romana e una Venere antica.

### Interno
L'unica navata è coperta a capriate e presenta su lato orientale un'abside, oggi di pianta rettangolare, ma che in origine è stato ipotizzato fosse a pianta semicircolare. L'abside è orientata ad est, secondo l'uso medievale simbolico (verso Gerusalemme). I fianchi della chiesa sono inoltre obliqui rispetto al muro di facciata, caratteristica adottata dai costruttori romanici per riflettere la piega del capo di Cristo in croce, come in molte chiese minori dell'area padana ed appenninica.
Nulla rimane della decorazione interna.
In prossimità del campanile, si trova un'apertura ad arco, oggi murata, che forse conduceva ad altri ambienti di servizio.